# Plac Jana Pawła II w Białymstoku
 Plac Jana Pawła II – jeden z reprezentacyjnych placów leżący w centrum miasta Białegostoku nazwany na cześć papieża Polaka.

## Układ
W skład placu wchodzi ulica rozpoczynająca swój bieg od Placu Branickich, biegnąca w kierunku ul. Legionowej, teren przy Pałacu Branickich oraz plac położony pomiędzy wschodnią częścią Rynku Kościuszki, katedrą pw. Wniebowzięcia NMP, a ul. Kościelną. Od tej ostatniej części odchodzi ul. Kilińskiego.

## Otoczenie

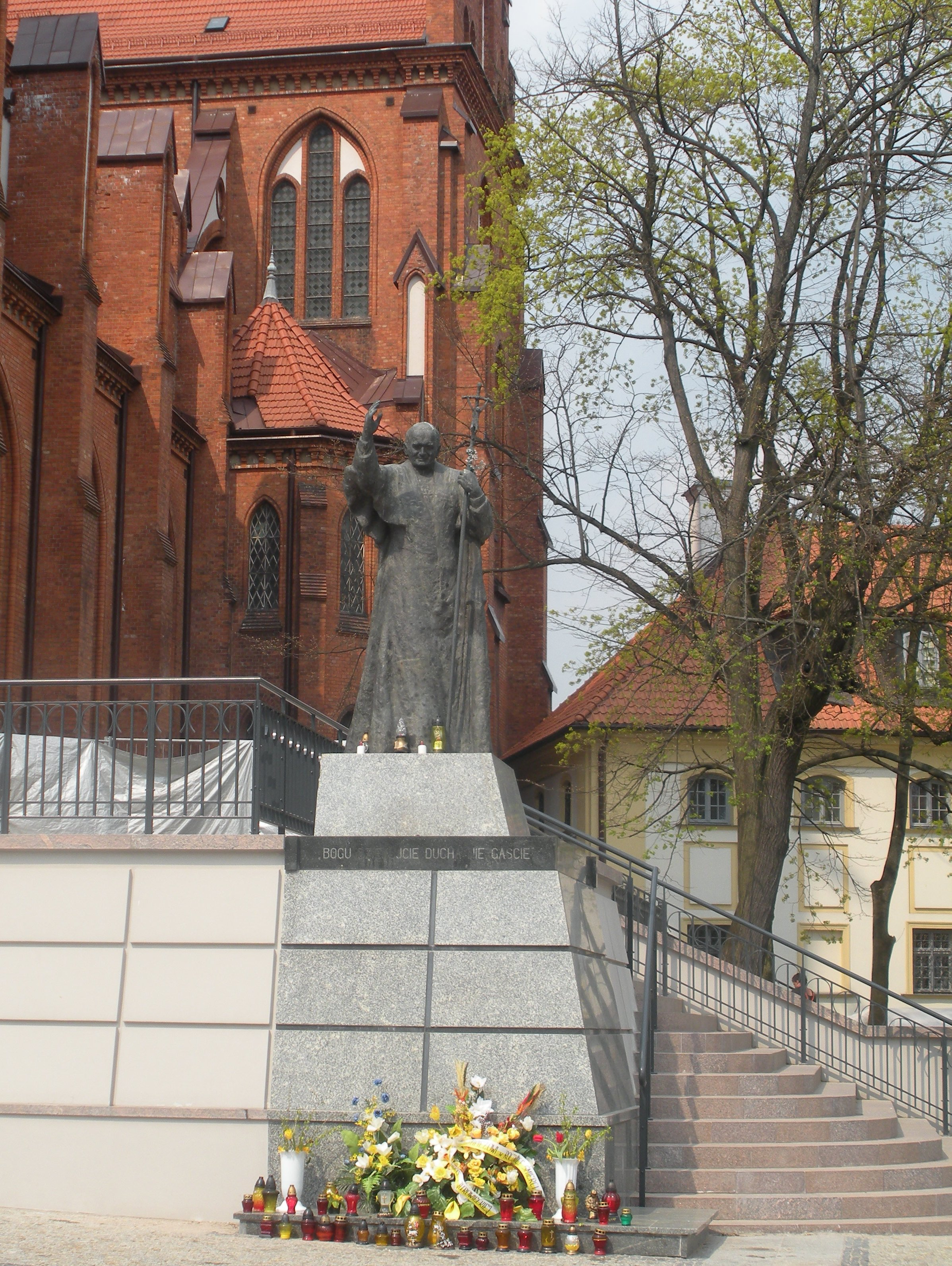
Pomnik Jana Pawła II przy placu jego imienia

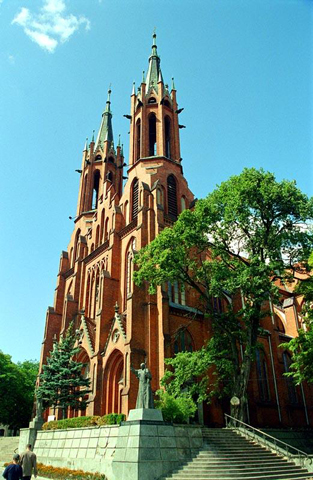
Katedra - widok z placu Jana Pawła II

Pl. Jana Pawła II daje początek lub tu kończą swój bieg ulice, przy których znajdują się;
- ul. Jana Kilińskiego – Muzeum Wojska w Białymstoku
- pałac oraz park Branickich
- ul. Legionowa
- Rynek Kościuszki
- ul. Kościelna – katedra pw. Wniebowzięcia NMP

## Komunikacja miejska
W pobliżu placu Jana Pawła II są umiejscowione dwa przystanki autobusowe komunikacji miejskiej umożliwiający dojazd do tej części miasta liniami nr 6 i 17.